# Symbol zwierzęcy (metoda terapii)
Symbol zwierzęcy – metoda pracy z dziećmi i młodzieżą w aktywnej pracy socjalnej (np. pracownika socjalnego lub asystenta rodziny) z klientami, polegająca na zadaniu dziecku polecenia wybrania lub narysowania zwierzęcia symbolizującego jego samego. Dalszą częścią pracy terapeutycznej jest rozmowa z dzieckiem mająca na celu poznać motywacje dziecka, powiązanie cech zwierzęcia z cechami dziecka.
Inną odmianą metody jest rysowanie zwierząt charakterystycznych dla poszczególnych członków rodziny, oraz wyciągając cechy wspólne poszczególnych zwierząt - wskazywanie na swoje zbieżne cechy. Np. dziecko stwierdza, że ma cierpliwość po ojcu-niedźwiedziu itd.